# Stenurt (Dudleya)
Stenurt (Dudleya) er en slægt med ca. 45 arter, som er udbredt i det sydvestlige Nordamerika. Det er sukkulente stauder med en grundstillet roset af tykke, grå eller grågrønne blade. Blomsterne bæres på høje stængler, som ender i en stor stand. Der er 5 af både bægerblade og kronblade, og de er sammenvoksede forneden. Der er fem støvfang og 10 støvdragere.
| Arter |

- Dudleya abramsii
- Dudleya anthonyi – tidligere i Echeveria
- Dudleya attenuata – tidligere i Echeveria
- Dudleya blochmaniae
- Dudleya caespitosa – tidligere Sedum cotyledon
- Dudleya calcicola
- Dudleya candelabrum
- Dudleya candida – tidligere i Echeveria
- Dudleya cedrosensis
- Dudleya cultrata – tidligere i Echeveria
- Dudleya cymosa – tidligere i Echeveria
- Dudleya densiflora
- Dudleya edulis – tidligere i Echeveria eller Sedum
- Dudleya farinosa
- Dudleya gnoma
- Dudleya greenei
- Dudleya guadalupensis
- Dudleya hassei
- Dudleya lanceolata
- Dudleya linearis
- Dudleya multicaulis
- Dudleya nesiotica
- Dudleya pachyphytum
- Dudleya palmeri
- Dudleya pulverulenta – tidligere Echeveria argentea eller E. pulverulenta
- Dudleya saxosa – tidligere Echeveria collomiae
- Dudleya setchellii
- Dudleya stolonifera
- Dudleya traskiae
- Dudleya variegata
- Dudleya verityi
- Dudleya virens
- Dudleya viscida